# Christian Sach
Christian Sach (* 24. September 1958 in Zarnekau) ist ein deutscher Segler.

## Werdegang
Der jüngere Bruder von Helge Sach stammt aus Zarnekau nahe Eutin. Dort erlernten die auf dem elterlichen Bauernhof aufgewachsenen Brüder ab 1966 das Segeln. Im Gespann gewannen Christian und Helge Sach im Jahr 2006 in Frankreich die Weltmeisterschaft in der Bootsklasse F18. Weitere vordere Platzierungen bei internationalen Meisterschaften gelangen ihnen 1994 (Zweiter der Weltmeisterschaft im Tornado) sowie 1990 und 1995, als sie bei den Europameisterschaften in derselben Bootsklasse jeweils auf den dritten Platz segelten.
Die Gebrüder Sach wurden 1992, 1993, 1996 und 2001 deutsche Meister im Tornado, zweite Plätze erreichten sie in den Jahren 1988 und 1997. 2021 gelang ihnen ihr 21. Sieg bei der Travemünder Woche, damit bauten sie die Bestmarke, die sie bereits zuvor innehatten, bei der Veranstaltung aus. Bei der Kieler Woche gewannen Christian und Helge Sach seit ihrer ersten Teilnahme im Jahr 1973 ebenfalls mehrmals.
Christian Sachs Söhne Johann und Anton wurden wie der Vater Regattasegler. Er wurde beruflich als Bootshändler tätig. Im Februar 2018 entstand bei einem Brand in einer zu Sachs Besitz gehörenden Lagerscheune ein Schaden von 80.000 Euro, im Januar 2022 brannte auf seinem Gelände eine Halle nieder.